# Flachau
Flachau est une commune autrichienne du district de Sankt Johann im Pongau dans le land de Salzbourg. Il s'agit aussi d'une station de sports d'hiver faisant partie de l'Espace Salzburg Amadé Sport World, axée principalement sur le ski alpin. 

## Géographie
Le territoire communal s'étend dans la région salzbourgeoise de Pongau le long d'une vallée (« la Flachau ») dans les Niedere Tauern, un massif des Alpes orientales centrales. C'est là que naît la rivière Enns à 1 375 m d’altitude et coule vers la ville de Radstadt au sud. La vallée de Kleinarl à l'ouest fait déjà partie du bassin fluvial de la Salzach.
Flachau est traversée par l'autoroute A10 (Tauern Autobahn).

## Histoire

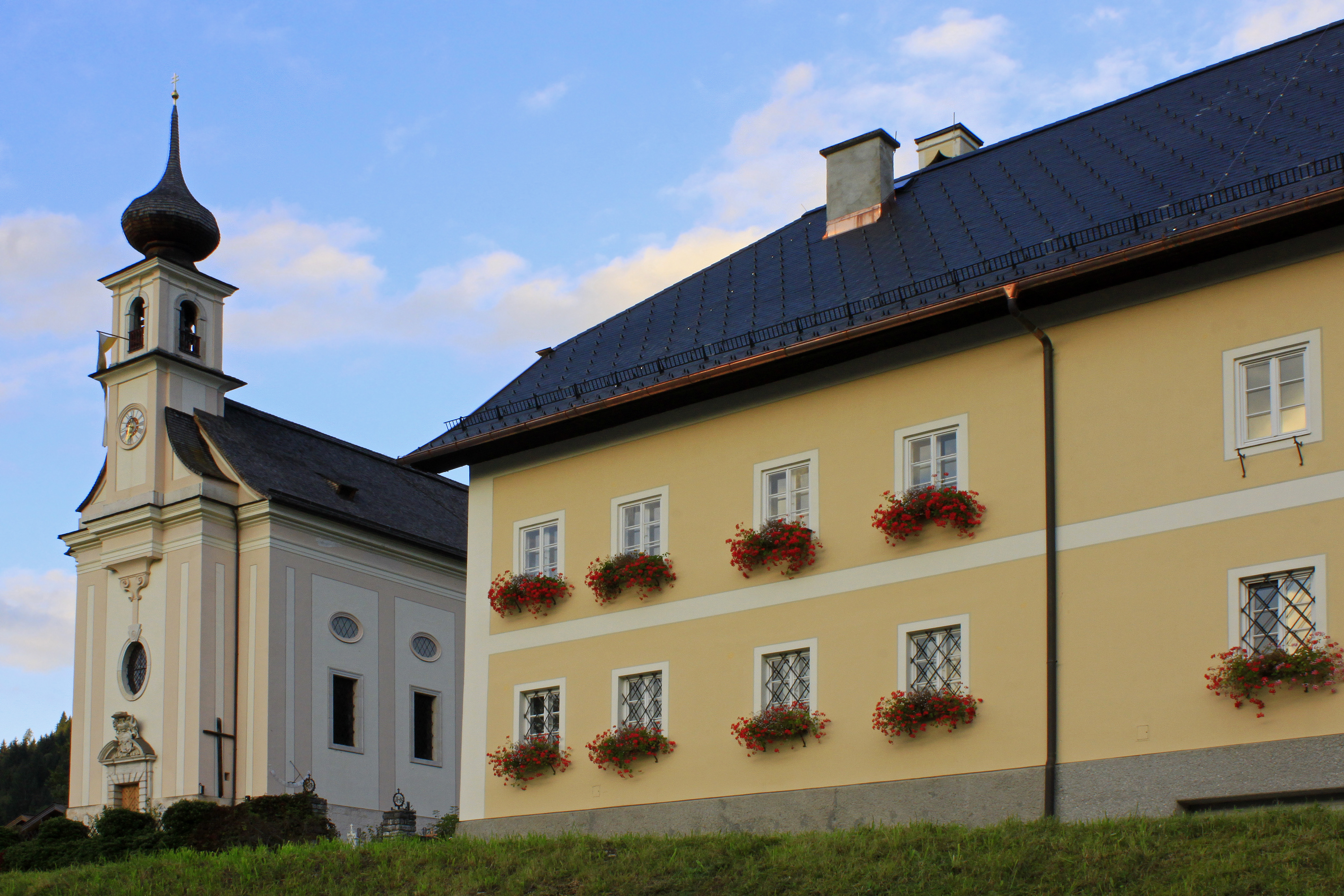
L'église de Flachau.

Jusqu'au XIXe siècle, la Flachau a été un centre de l'industrie de fonte dans l'archevêché de Salzbourg. Pendant son conflit avec le duc Maximilien de Bavière, en 1611, l'archevêque Wolf Dietrich de Raitenau y mit sa maîtresse Salomé Alt est ses enfants en sécurité.
L'église paroissiale en style baroque fut construite dans les années 1719-1721, avec un retable de l'autel de Johann Michael Rottmayr. Pendant les mesures de la Contre-Réforme, vers l'an 1731-1732, les protestants de Flachau sont expulsés par les princes-archevêques et un tiers de la population s'est vu contraint de prendre la fuite. 
Après la Seconde Guerre mondiale et la construction de l'autoroute A10 dans les années 1970, le tourisme des sports d'hiver s'impose de plus en plus comme facteur économique. 

## Personnalités
- Hermann Maier (né en 1972), skieur alpin ;
- Claudia Riegler (née en 1973), snowboardeuse ;
- Manuela Riegler (née en 1974), snowboardeuse ;
- Manuel Kramer (né en 1989), skieur alpin.

## Événements
Flachau est un point de départ pour la découverte d'un domaine skiable de 400 kilomètres de pistes. Depuis 1993, la station accueille régulièrement des compétitions internationales dont la coupe du monde de ski alpin avec un premier Géant dames organisé lors de la saison  1993-1994. Les hommes quant à eux devront attendre 1996 pour voir une épreuves disputée dans la station autrichienne.